# Karl-Heinz Thomas
Karl-Heinz Thomas (Hannover, 15 febbraio 1937) è un attore e cantante tedesco.

## Biografia
Thomas ha studiato come cantante e attore. Inizia a cantare nel coro di Münster. Reciterà poi in diversi teatri di Hannover e di Monaco di Baviera. Dal 1965 recita in diverse produzioni televisive, tra le quali è noto per aver interpretato dal 1977 al 1983 il medico legale nelle serie televisive ZDF Der Alte e dal 1983 al 1986 in L'ispettore Derrick.